# Exodon
Exodon is een monotypisch geslacht van straalvinnige vissen uit de familie van de karperzalmen (Characidae).

## Soort
- Exodon paradoxus Müller & Troschel, 1844